# Akamira
Akamira är ett vattendrag i Burundi.   Det ligger i provinsen Ngozi, i den norra delen av landet, 80 kilometer nordost om huvudstaden Bujumbura.
Omgivningarna runt Akamira är en mosaik av jordbruksmark och naturlig växtlighet. Runt Akamira är det tätbefolkat, med 442 invånare per kvadratkilometer.